# Catherine Kamowski
Catherine Kamowski (ur. 8 kwietnia 1958 r. w Valenciennes) – francuska polityk reprezentująca partię La République En Marche! W wyborach parlamentarnych w czerwcu 2017 r. została wybrana do francuskiego Zgromadzenia Narodowego, w którym reprezentuje departament Isère.